# Galovo, Vrața
Galovo (în bulgară Галово) este un sat în comuna Oreahovo, regiunea Vrața,  Bulgaria. 

## Demografie
Componența etnică a satului Galovo
     Romi (1,08%)
     Bulgari (85,92%)
     Nicio identificare (12,99%)
     Altele (0%)
La recensământul din 2011, populația satului Galovo era de 277 locuitori. Din punct de vedere etnic, majoritatea locuitorilor (85,92%) erau bulgari, cu o minoritate de romi (1,08%). Pentru 12,99% din locuitori nu este cunoscută apartenența etnică.